# Dean Butler
Pour les articles homonymes, voir Butler.
Dean Butler, né le 20 mai 1956 à Prince George, (Colombie-Britannique, Canada), est un acteur canado-américain.

## Biographie
Il a grandi à Piémont, en Californie, et est diplômé de l'université de Pacifique à Stockton, en Californie.
Il tient son premier rôle principal en 1976 face à Stephanie Zimbalist. Son rôle le plus célèbre est celui d'Almanzo Wilder dans la série télévisée La Petite Maison Dans La Prairie. Il a aussi joué le rôle du père de Buffy Summers dans la série Buffy contre les vampires. Il a également fait une apparition dans l'épisode 7 de la 1re saison de Madame est servie où il joue le rôle de l'amant de Mona, la grand-mère. En 1989-1990, il a joué dans la série télévisée Arabesque (saison 6, épisode 15 : La Surenchère).
Il est marié à Katherine Cannon (en) qui tenait le rôle de Felice Martin dans Beverly Hills 90210. Ils se sont rencontrés avec le casting d'une autre série TV créée et produite par Michael Landon. Il réside actuellement en Californie.

## Filmographie

### Cinéma
- 1985 : Desert Hearts : Darrell
- 1991 : Without a Pass : Un officier #1
- 1995 : The Final Goal : Valentine
- 2000 : Ricky 6 : Vic Portelance
- 2008 : Le Diable dans le sang (Chemical Wedding) : Un homme à la cérémonie

### Télévision
- 1978 : Forever (Téléfilm) : Michael Wagner
- 1979-1983 : La petite maison dans la prairie (The Little House on the Prairie) (Série TV) : Almanzo James Wilder
- 1981 : Here's Boomer (Série TV) : Gary
- 1982-1983 et 1986 : La croisière s'amuse (The Love Boat) (Série TV) : Stan Barber / Scott Pryor / Brent Harper
- 1983 : The Kid with the 200 I.Q. (Téléfilm) : Steve Bensfield
- 1983 : Little House: Look Back to Yesterday (Téléfilm) : Almanzo Wilder
- 1983-1984 : L'île fantastique (Fantasy Island) (Série TV) : Carl Peters / Harley Batten
- 1984 : Little House: The Last Farewell (Téléfilm) : Almanzo Wilder
- 1984 : Madame est servie (Who's the Boss?) (Série TV) : Jason
- 1984 : Little House: Bless All the Dear Children (Série TV) : Almanzo Wilder
- 1985 : Gidget's Summer Reunion (en) (Téléfilm) : Jeff Griffin
- 1985 et 1987 : Hôtel (Série TV) : Michael Korsak / Gary Marsh
- 1986-1988 : The New Gidget (Série TV) : Jeff Griffin
- 1990 : Arabesque (Murder She Wrote) (Série TV) : Howard Griffin
- 1991 : Shades of LA (Série TV) : Dr. Ted Kolfax
- 1992 : Tequila et Bonetti (Série TV) : Frank Avalon
- 1994 : Diagnostic: meurtre (Diagnosis: Murder) (Série TV) : Sly
- 1996 : Le Rebelle (Renegade) (Série TV) : Un flic
- 1997 : Fame L.A. (Série TV) : Un producteur
- 1997-1998, 2001-2002 : Buffy contre les vampires (Buffy the Vampire Slayer) (Série TV) : Hank Summers
- 2000 : FBI Family (Série TV) : Un agent du FBI
- 2003 : JAG (Série TV) : Le juge de la court d'appel #2